# Ber (Jakiri)
Pour les articles homonymes, voir BER.
Ber est une localité dans la commune de Jakiri dans le département de Bui au Nord-Ouest du Cameroun. 

## Population
Lors du recensement national de 2005, Ber comptait 1 361 habitants.
En 2012, la population de Ber est estimée à 3 000 habitants, dont 1 400 hommes et 1 600 femmes. Après le village Jakiri avec 3 500 habitants, Ber est le deuxième village le plus peuplé dans la commune de Jakiri.

## Éducation
Ber possède deux écoles d'enseignement primaire, une publique et une catholique. Par contre, Ber ne dispose pas d'écoles d'enseignement secondaire. Le lycée le plus proche se situe dans la localité voisine, Wasi.

## Santé publique
Ber ne possède pas d'hôpitaux ni de centres de santé. L'hôpital public le plus proche, qui est un centre de santé intégré, se trouve dans la localité de Wasi.
De manière générale, Ber a un bon accès à l'eau potable à l'instar de certains villages avoisinants.

## Accès à l'électricité
En 2012, Ber n'a pas d'accès à l'électricité.

## Économie
Il existe un marché dans le village de Ber.

## Réseau routier
Ber est desservi par une route rurale qui le relie à d'autres villages.